# Тарасов, Владимир Петрович
Влади́мир Петро́вич Тара́сов (29 июня 1947, Архангельск, РСФСР, СССР) — советский и литовский джазовый музыкант (ударные), автор инсталляций, режиссёр-постановщик; лауреат премии «Триумф» (2009) и Национальной премии Литвы по культуре и искусству (2016).

## Биография
С 14 лет играл джаз в архангельском клубе моряков. В 1967 году переехал в Вильнюс.
С конца 1960-х годов вместе с Вячеславом Ганелиным и фотографом Григорием Таласом (контрабас) играл джаз в вильнюсском кафе «Неринга».
С 1970 года Тарасов и Ганелин формально числились участниками художественной самодеятельности вильнюсского Дома культуры строителей. Выступали дуэтом на фестивале «Янтарная труба» (Каунас), на джазовых фестивалях в Горьком (1970), Донецке (1971).
В Свердловске, где Ганелин, Талас и Тарасов выступали с концертом, познакомились с саксофонистом Владимиром Чекасиным. С переездом Чекасина в Вильнюс (1971), где он начал работать в Государственном оркестре духовых инструментов «Тримитас» Литовской ССР, (ГОДИ, „Trimitas“; «Труба»), образовалось известное джазовое трио Ганелин — Тарасов — Чекасин; трио ГТЧ выступало на фестивалях «Юность-71» в Днепропетровске, «Путешествие в мир джаза» в Москве (1971), в ежегодном фестивале «Осенние ритмы» ленинградского джаз-клуба «Квадрат» в конце 1970-х годов, позднее за рубежом, выпустило ряд записей; существовало по 1986 год.
Также работал в симфоническом оркестре Государственной филармонии, позже (с 1984 года) стал её солистом, много выступал один.
Владимир Тарасов был объявлен лучшим барабанщиком СССР (1980—1987) и джазовым музыкантом года № 2 (1987 год), барабанщиком Европы № 2 (1986 год).
Свои альбомы импровизационной музыки он называет Atti (ед. ч. Atto) и выпустил на «Мелодии» (около 1989 года) пластинку Atto I / Atto II.
В 1991 году создал оркестр музыкантов академической музыки и джаза Литвы «Lithuanian Art Orchestra».
С 1999 года по 2003 год — художественный руководитель Русского драматического театра Литвы. На сцене театра осуществил постановку поэмы Венедикта Ерофеева «Москва — Петушки» (режиссёр-постановщик В. Тарасов, хореограф Жозеф Надж, художник по костюмам С. Тырышкин, художник суперзанавеса И. Кабаков).
В 2006 году вошёл в состав трио «Jones Jones Trio» вместе с прославленными новоджазовыми импровизаторами — саксофонистом Ларри Оксом и контрабасистом Марком Дрессером.
В 2009 году удостоен премии «Триумф».
В 2012 году был отмечен наградой на фестивале «Vilnius Jazz» за заслуги перед литовским джазовым искусством.
Владимир Тарасов сочиняет музыку к кинофильмам, драматическим спектаклям и танцевальным представлениям, занимается современным искусством, инсталляциями и перформансом, межжанровыми проектами, организует персональные и групповые выставки с Ильёй Кабаковым и другими художниками. Собрал коллекцию нонконформистской живописи художников Москвы, которую передал Вильнюсскому музею.
С трио ГТЧ, другими музыкантами, оркестрами и соло записал и выпустил более 100 грампластинок и компакт-дисков.

## Фильм
- «634 такта Владимира Тарасова» — снятый режиссёром Святославом Чекиным, 1989 г.

## Награды и премии
- Офицер ордена «За заслуги перед Литвой» (15 февраля 2021 года)[6]
- Национальная премия Литвы по культуре и искусству (2016)
- Премия «Триумф» (2009)